# Deutsche Oper (metropolitana di Berlino)
La stazione di Deutsche Oper è una stazione della metropolitana di Berlino, sulla linea U2.
È posta sotto tutela monumentale (Denkmalschutz).
La stazione appare nel video musicale di Mein Teil dei Rammstein.